# Havarie (2006)
Havarie ist ein Schweizer Fernsehfilm der C-Films, welcher unter der Regie von Xavier Koller entstanden ist und im Jahre 2006 erstmals gesendet wurde.

## Handlung
Jens Lienhart ist ein Wirtschaftstudent an der Universität St. Gallen, er forscht an seiner Diplomarbeit über die Zuger Ölhandelsfirma Refine Trading, die sich in Besitz eines ukrainischen Unternehmers befindet. Beatrice, eine Greenpeace-Aktivistin, erzählt Jens, dass die Ölhandelsfirma ihre Fracht von sanierungsbedürftigen Tankschiffen transportieren lasse, die als Ursache mehrerer Ölpesten in Frage kommen. Greenpeace setzt ihn unter Druck, mit den pikanten Fakten an die Öffentlichkeit zu gehen. Doch sein Vater ist auch Mitglied des Unternehmens, und er kandidiert für das Amt des Nationalratspräsidenten. Lienhart entdeckt zwar die Machenschaften und informiert seinen Vater, er erntet jedoch nach langem Wortgefecht eine Ohrfeige. Was Jens nicht weiss, der Mitarbeiter Strohm beschattet ihn und Beatrice mit Wanzen. Schliesslich kommt es zu einer Verfolgungsjagd, bei der Strohm Beatrices Wagen (mit ihr als Insassin) von der Strasse abbringt. Kurz darauf wird auch Jens von Strohm verfolgt. Beatrice überlebt das Unglück und kann sich zu einem Zeltplatz retten, wo Jens sie auffindet. Derweil schickt die Russenmafia einen ihrer Leute in die Schweiz los. Er bricht in Hermann Lienharts Haus ein, just zu dem Zeitpunkt, als sich Hermann, Jens und Beatrice im Haus befinden. Nach einigen Kämpfen gelingt es den dreien, den Angreifer zu bändigen, er wird von einer Spezialeinheit abgeholt.
Als Konsequenz zu den Vorgängen zieht Hermann Lienhart, gegen ihn wird unter anderem wegen Beihilfe zum Mord ermittelt, seine Kandidatur als Nationalratspräsident zurück.

## Trivia
- Havarie ist Xavier Kollers erster Film seit seinem Oscar-Gewinn 1991, der von Schweizer Firmen produziert wurde.
- Im Vorspann und während des Filmes sind zahlreiche fiktive TV-Nachrichtensendungen der Sendeanstalten SF, ZDF, RaiUno, ORF, CNN und TVE zu sehen. Franz Fischlin und seine Ehefrau Susanne Wille sind in ihren Sendungen Tagesschau und 10vor10 zu sehen, Fischlin sogar zweimal.